# 유모 (삼국지)
유모(劉瑁, ? ~ ?)는 중국 후한 말기의 인물로, 형주 강하군 경릉현(竟陵縣) 사람이다. 전한 노공왕의 후손이며, 익주목 유언의 아들이자 유장의 형이다. 조정에 남은 형제들과는 달리, 익주에서 유언을 봉양하였다. 정신병을 앓다 죽었다.

## 생애
별부사마(別部司馬)로서 아버지인 익주목 유언을 곁에서 보필하였다. 관상을 잘 보는 이가 오의의 누이는 매우 고귀해질 상이라 하였다. 유언이 유모와 짝지워주었다. 형제인 유범(劉範), 유탄(劉誕), 유장은 장안 조정에서 일했는데 유언이 정서장군(征西將軍) 마등과 함께 이각·곽사·번조 정권을 몰아내려고 하다 실패해 유범과 유탄이 목숨을 잃었다. 유장만이 살아남아 유언 사후 익주목으로 추대되었다. 모년, 조조가 장차 형주를 치려 한단 소식에 유장이 하내군 사람 음부(陰溥)를 사신으로 보내 예를 표하니 유장은 진위장군(振威將軍)에, 유모는 평구장군(平寇將軍)에 임명됐다. 이후 정신병[狂疾]으로 죽었다.

## 삼국지연의
사서가 아닌 소설 《삼국지연의》에서는 제77회에서 목황후와 약혼했었다고만 언급된다.

## 가계
- 아버지 : 유언
  - 동생 : 유장
  - 부인 : 목황후

## 참고 문헌
- 《삼국지》31권 촉서 제1 유이목전